# 道の駅奈良井木曽の大橋

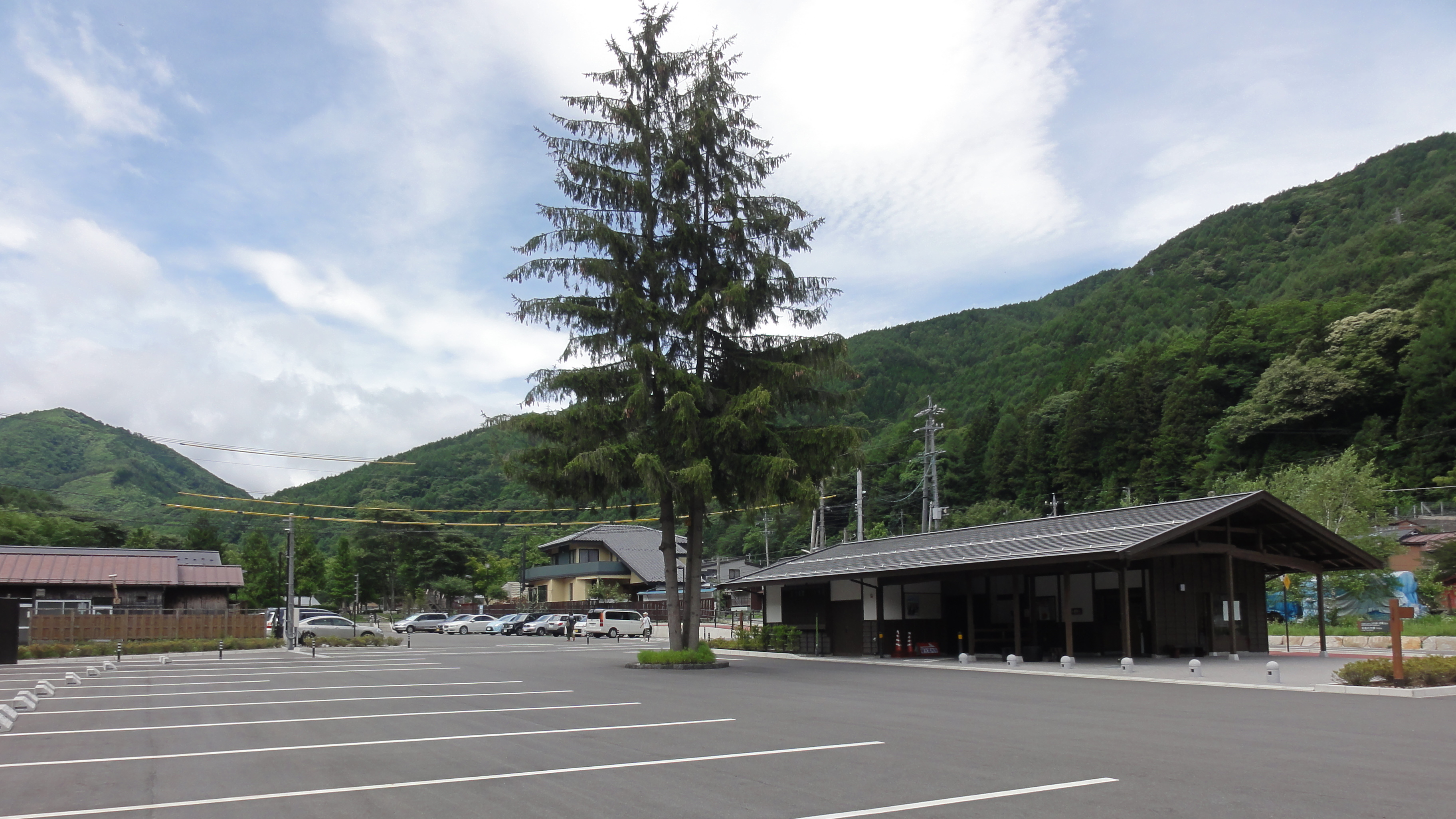
増設された北側施設

道の駅奈良井木曽の大橋（みちのえきならいきそのおおはし）は、長野県塩尻市にある国道19号の道の駅である。

## 概要
木曽の大橋が併設されており、道の駅としては珍しく、売店など商業施設がまったくない。また、木曽の大橋は冬季閉鎖であるため、冬季は対岸にあるトイレや水辺公園、奈良井宿まで道の駅駐車場から行くことができず、国道または堤防等を迂回する必要があったが、2011年7月に、奈良井駅至近の位置に駐車場と休憩施設が増設され、また国道からのアクセス道路が整備された。
宿場を分断するように敷かれた中央線では2019年3月7日に歩行者・自転車専用の奈良井宿踏切が新設された。これに伴い線路沿いに複数あった作場道はロープで閉鎖された。またこれに伴い第二中山道踏切は廃止された。

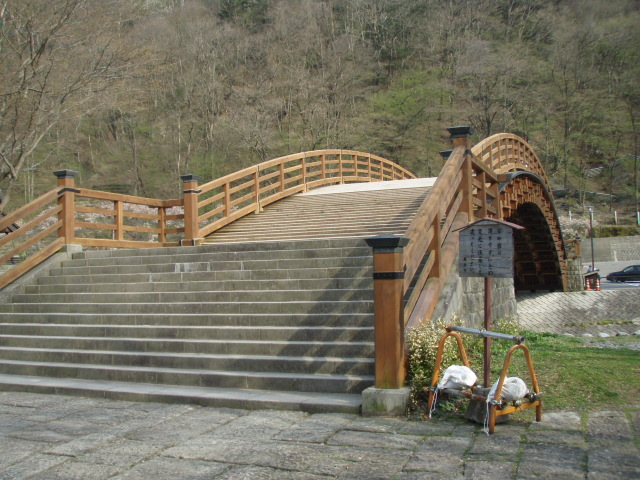
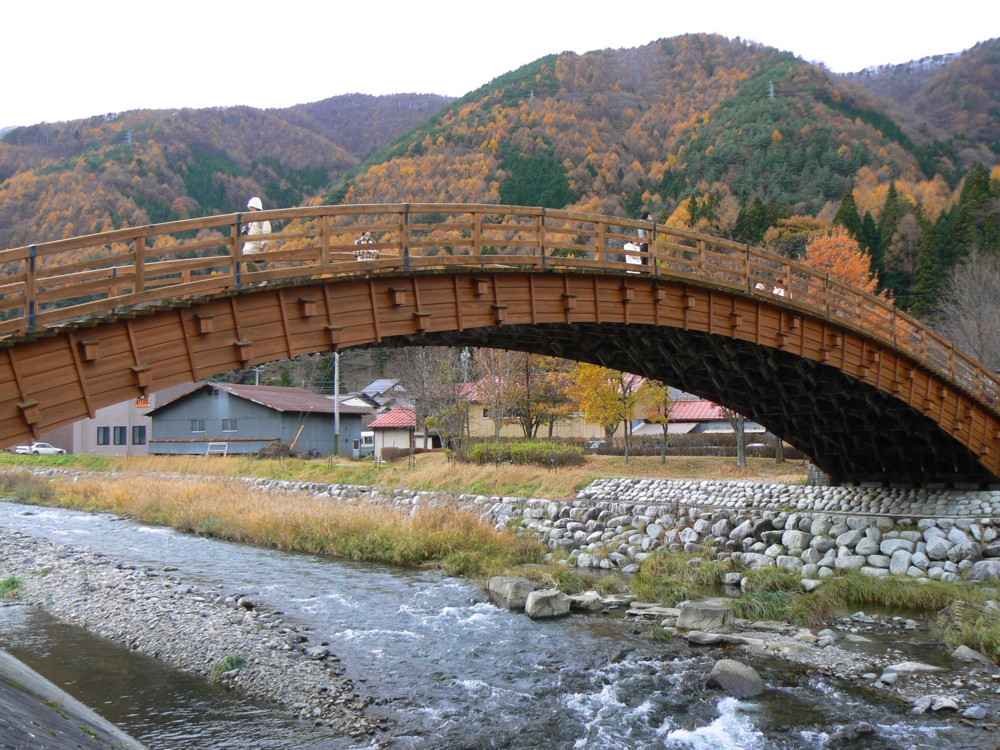
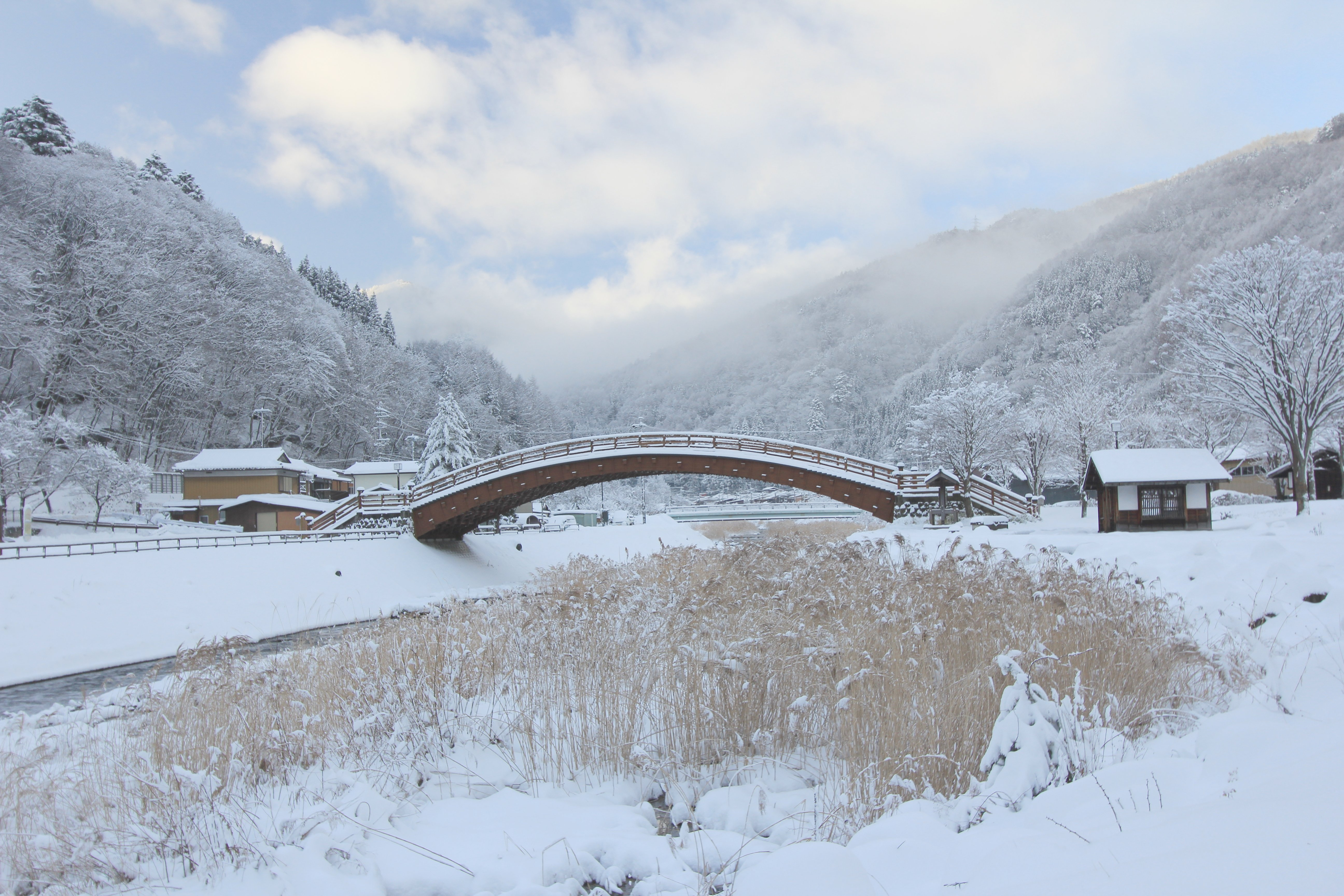

## 主な施設
- 駐車場
  - 普通車：91台（北側の駐車場に電気自動車用充電スタンドあり）
  - 大型車：18台
  - 身障者用：5台
- トイレ（いずれも24時間利用可能）
  - 男：10器
  - 女：9器
  - 身障者用：2器
- 公衆電話
- 木曽の大橋（4月上旬〜11月上旬の日没後にライトアップされる）
- 水辺公園（芝生公園）
- 案内所兼トイレ

## 休館日
- 年中無休

## アクセス
- 国道19号 - 登録路線
- JR中央本線 奈良井駅から徒歩
- 中央高速バス塩尻・木曽福島線　バスタ新宿行き　「奈良井宿」バス停
上記以外にも塩尻市地域振興バス楢川線の奈良井駅バス停などから徒歩も可能

## 周辺
- 奈良井宿
- JR東海 中央西線 奈良井駅
- 鳥居峠